# Île-de-Bréhat
Île-de-Bréhat is een gemeente in het Franse departement Côtes-d'Armor, in de regio Bretagne. De gemeente omvat het Île de Bréhat voor de Bretonse noordkust, samen met enkele kleine eilandjes. De plaats maakt deel uit van het arrondissement Saint-Brieuc. De Bretonse naam is Enez Vriad.

## Geografie
De oppervlakte van Île-de-Bréhat bedraagt 3,1 km². Het dorpscentrum van Bréhat bevindt zich op het Île du Sud. Dit is verbonden met het Île du Nord door een dijk gebouwd op een tombolo, de Pont ar Prat of Chaussée Vauban. Samen vormen het zuidelijke en het noordelijke eiland het Île de Bréhat.
De onderstaande kaart toont de ligging van Île-de-Bréhat met de belangrijkste infrastructuur en aangrenzende gemeenten.

## Demografie
Onderstaande figuur toont het verloop van het inwonertal (bron: INSEE-tellingen).

## Bezienswaardigheden
De vuurtoren van Le Paon (Phare du Paon) staat op de Roche du Paon op het Île du Nord. De 9,5 meter hoge vuurtoren werd in de tweede helft van de 19e eeuw gebouwd. Hij werd door de Duitsers opgeblazen in 1944 maar na de oorlog volgens het oorspronkelijk ontwerp weer opgebouwd. De vuurtoren is geautomatiseerd.